# Jakub Grajewski
Jakub Grajewski herbu Olawa – podkomorzy wiski w 1632 roku.
Był elektorem Władysława IV Wazy z ziemi wiskiej w 1632 roku.